# Jenny Stucke
Jenny Stucke (geb. Gusyk; * 29. Mai 1897 in Wilkowischky, heute Vilkaviškis, Litauen; † 2. Januar 1944 im KZ Auschwitz) war eine jüdische und politisch links eingestellte Frau mit türkischer Staatsangehörigkeit, die als erste Studentin und Ausländerin an der Universität zu Köln immatrikuliert wurde. Sie wurde in Auschwitz ermordet.

## Leben
Jenny war das erste Kind der Eheleute Leon und Diana Gusyk, geb. Kawan, die damals in der Kleinstadt Wilkowischky im zaristischen Gouvernement Suwałki des russisch besetzten Kongresspolen lebten. Wegen der Pogrome, die seit dem Attentat auf Alexander II. verstärkt erfolgten, zog die Familie 1911 in den Westen nach Gräfrath bei Solingen, wo ihr Vater eine Stahlwarenfabrik kaufte und mit Bestecken handelte. Da er in Konstantinopel geboren war, was in seinem Pass vermerkt war, konnte er 1913 für sich und seine Familie die osmanische/türkische Staatsangehörigkeit reklamieren, um so anti-jüdisch-russischen Ressentiments zu entgehen.
Im Oktober 1918 starben ihre Mutter und einen Tag später ihr 16-jähriger Bruder Paul an der weltweit grassierenden Epidemie der Spanischen Grippe. Ihre beiden verbliebenen Geschwister zogen daraufhin zur Schwester nach Köln. Ihr Vater gab die Fabrik auf, die seine Tochter nun abwickeln musste. Er zog nach Berlin.

### Ausbildung
Nach dem Abschluss der Mittleren Reife am Lyzeum an der Friedrichstraße, der späteren August-Dicke-Schule, und einer anschließenden kaufmännischen Lehre mit Kaufmannsgehilfenprüfung beim Barmer Bankverein besuchte Jenny Gusyk ab Sommer 1917 die Handelshochschule Köln. Mit deren Einbeziehung in die neugegründete Universität war sie dort an der Wirtschafts- und Sozialwissenschaftlichen Fakultät die erste Studentin und Ausländerin. Sie schloss nach sieben Semestern im Wintersemester 1920/21 ihr Studium der Betriebswirtschaftslehre mit Wirtschaftsgeschichte als Nebenfach und einer Diplomarbeit über den Sozialisten und Pazifisten Jean Jaurès als Diplom-Kaufmann mit Auszeichnung ab, als einzige Frau unter 51 Absolventen. Während des Studiums nannte sie sich in Verehrung für die feministischen Ideen der russischen Schriftstellerin und späteren weltweit ersten Diplomatin Alexandra Michailowna Kollontai „Genia“. Ihre Dissertation wurde von dem konservativen Doktorvater Christian Eckert nicht akzeptiert, da sie „zu sehr kommunistisch durchdrungen“ sei.

### Verfolgung und Tod
Jenny Gusyk zog nun zu ihrem Vater nach Berlin, arbeitete dort als Buchhalterin und heiratete den linken Journalisten Karl Stucke, der vor allem für die kommunistische Parteizeitung Die Rote Fahne schrieb. Am 27. November 1927 wurde ihr einziger Sohn (Hans) Thomas geboren. 1933 wurde Karl Stucke in Schutzhaft genommen und in ein Konzentrationslager gebracht; 1939 erneut verhaftet und ins KZ Sachsenhausen eingewiesen, starb er dort am 14. Januar 1940. Damit verlor Jenny alle etwa noch möglichen Rechte aus dieser Mischehe. So gefährdet, tauchte sie unter, blieb aber in Berlin, wahrscheinlich aus Sorge um den alten Vater, der im Januar 1943 im Altersheim der Jüdischen Gemeinde zu Berlin starb, während ihre Schwester Rebekka noch 1942 mit einem Ausreise-Visum über Frankreich und Portugal in die USA ausreisen konnte. Ihr eigenes Visum, das sie seit dem Frühjahr 1940 für sich und ihren Sohn besaß, konnte sie 1943 nicht mehr nutzen. Nach einer Denunziation wurde sie im Juni 1943 in das Gestapo-Gefängnis in der Prinz-Albrecht-Straße verbracht. Nach einigen Verlegungen wurde sie, wie vorher ihr Bruder Max und dessen Frau Lydia, nach Auschwitz deportiert, wo sie am Sonntag, dem 2. Januar 1944 ermordet wurde. Ihr Sohn Thomas überlebte in Berlin dank der Hilfe der Freunde seines Vaters und reiste im Oktober 1946 zu seiner Tante nach New York aus; er starb 2013.

## Ehrungen

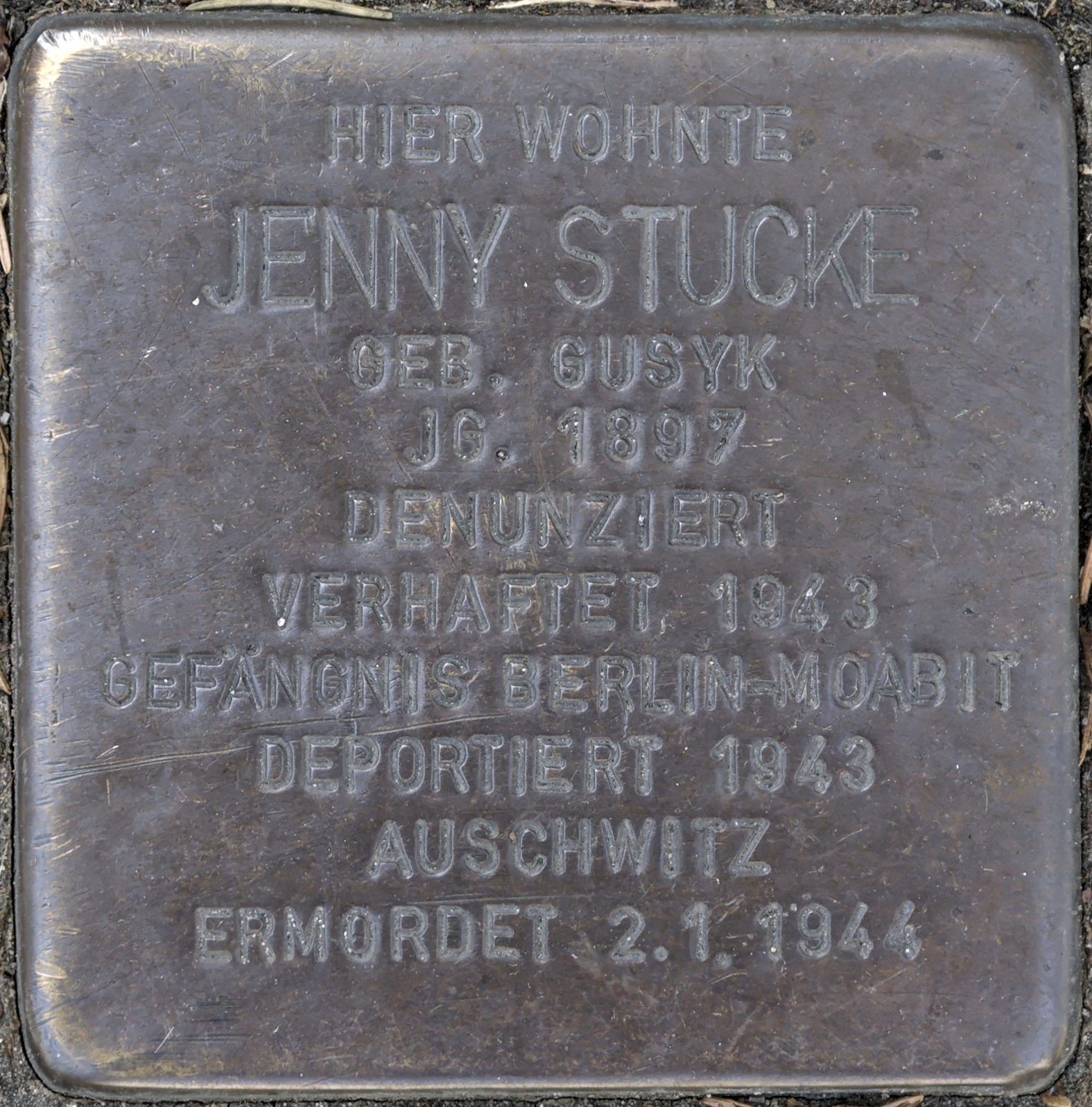
Stolperstein für Jenny Stucke geb. Gusyk

Das Lese- und Handbuch für Studentinnen, herausgegeben von der Gleichstellungsbeauftragte der Universität zu Köln, trägt zu Ehren von Jenny deren Nickname Genia als Titel.
Die Universität zu Köln schreibt seit 2009 einen mit jährlich 5000 Euro dotierten Gleichstellungspreis für Projekte innerhalb der Hochschule zur Förderung der Chancengleichheit von Frauen und Männern aus, der mit der Zustimmung ihres im US-Bundesstaat New York lebenden Sohnes den Namen „Jenny-Gusyk-Preis“ erhielt.
Die Stadt Solingen hat durch den Künstler Gunter Demnig in der Wuppertaler Straße 36, ihrem dortigen letzten Wohnsitz, einen Stolperstein verlegen lassen. Stolpersteine für Max und Lydia Gusyk befinden sich in Berlin-Köpenick, Hirschgartenstraße 2.
Der Solinger Schriftsteller und ehemalige Realschullehrer Wilhelm Rosenbaum, Träger des Rheinlandtalers, schrieb 2003 ihre Biographie, basierend auf der 1995 erschienenen Publikation von Marina Wittka.